# Uwe Neupert
Pour l’article homonyme, voir Neupert (homonymie).
Uwe Neupert est un lutteur est-allemand spécialiste de la lutte libre né le 5 août 1957 à Greiz.

## Biographie
Uwe Neupert participe aux Jeux olympiques d'été de 1980 à Moscou dans la catégorie des poids mi-lourds et remporte la médaille d'argent.